# Нівація
Нівація (рос. нивация, англ. nivation, нім. Nivation f) — екзогенний процес рельєфотворення, який відбувається під дією снігу. Полягає в руйнуючій дії снігового покриву на гірських породах шляхом морозного вивітрювання в умовах циклів «замерзання-танення». В результаті Н. під сніговими покровами утворюються невеликі пониження, які нерідко перетворюються в кари. Інша назва — снігова ерозія.